# Énergie aux Émirats arabes unis

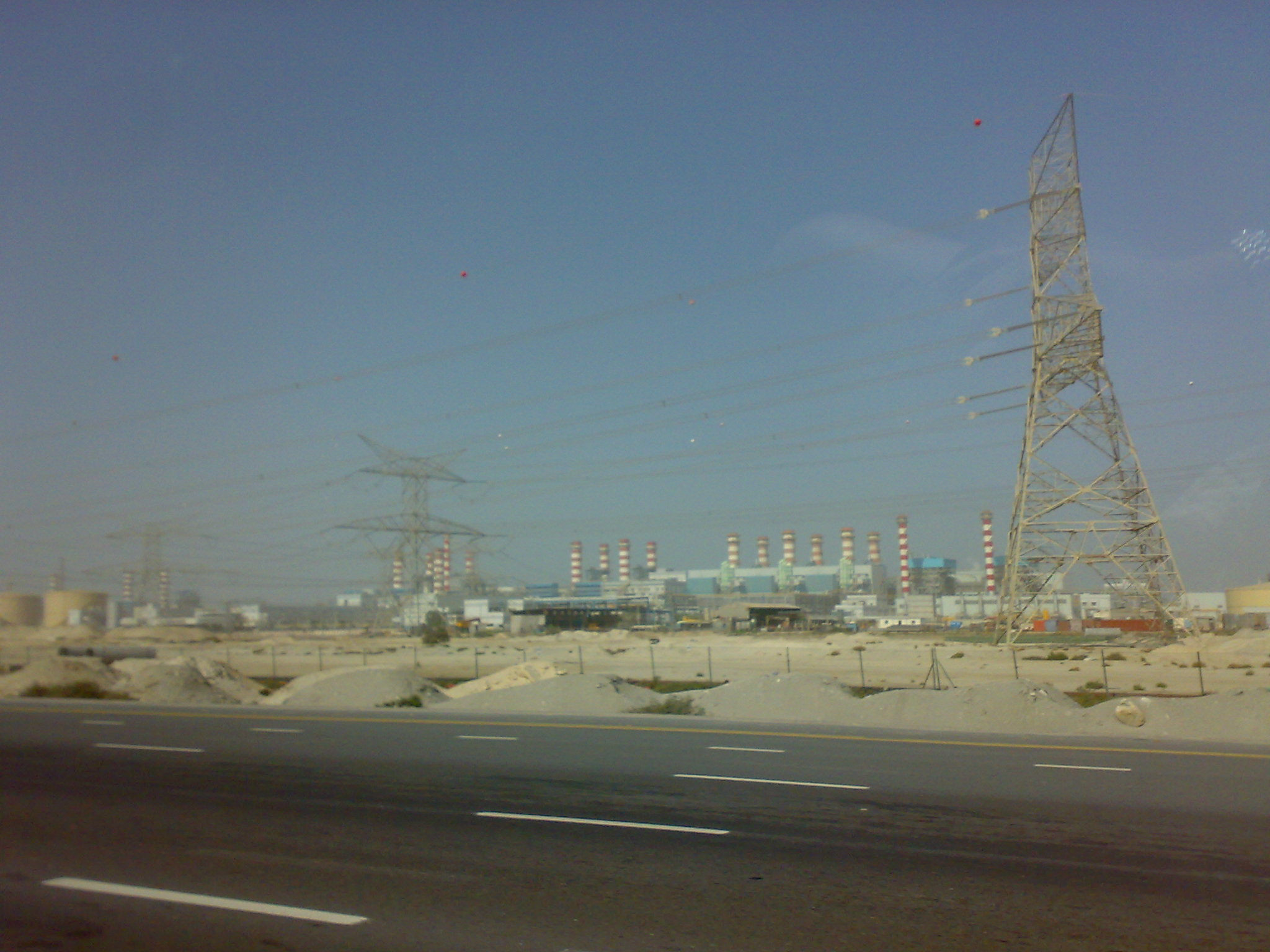
Centrale thermique au fioul et au gaz naturel avec usine de dessalement d'eau de mer, zone franche Jebel Ali, Dubai, 2009.

Le secteur de l'énergie aux Émirats arabes unis est central dans l'économie du pays. Le pays est en 2023 le neuvième producteur mondial de pétrole (3,9 % de la production mondiale) et le quinzième producteur de gaz naturel (1,4 % du total mondial) ; il est membre de l'Organisation des pays exportateurs de pétrole (OPEP). Sa part dans les réserves de pétrole est estimée en 2022 à 6,1 % (6e rang) et dans celles de gaz naturel à 3,9 % (7e rang). La production de pétrole du pays est consommée sur place à 29 % alors que la production de gaz naturel couvre seulement 83 % de la consommation du pays. Les exportations de pétrole des Émirats se classent au 5e rang mondial.
L'électricité, dont la part dans la consommation finale d'énergie était de 19,7 % en 2021, est produite en 2023 à 72,1 % par des centrales fonctionnant au gaz naturel (81,9 % en 2022), à 19,6 % par la centrale nucléaire de Barakah et à 8,3 % par les centrales solaires.
La centrale nucléaire de Barakah, dont le premier des quatre réacteurs a été mis en service en 2021 et les deux suivants en 2022 et 2023, devrait fournir un quart de l'électricité du pays ; le quatrième réacteur a été connecté au réseau en mars 2024. Le pays a également mis en place un programme de plusieurs milliards de dollars pour développer les énergies renouvelables, avec pour objectif de produire 50 % de son électricité à partir de sources propres d'ici 2050. Les centrales solaires Noor Abu Dhabi et Al Dhafra figurent parmi les plus puissantes au monde.
Les émissions de CO2 liées à l'énergie aux Émirats arabes unis s'élevaient en 2021 à 19,29 t CO2 par habitant, soit 4,5 fois la moyenne mondiale, supérieures de 39 % à celles de l'Arabie saoudite et de 40 % à celles des États-Unis.

## Secteur amont

### Production d'énergie primaire
La production d'énergie primaire des Émirats arabes unis s'élevait en 2021 à 9 532 PJ, dont 79,2 % de pétrole, 19,4 % de gaz naturel, 1,2 % d'énergie nucléaire et 0,3 % d'énergie solaire.

### Pétrole
Les réserves prouvées de pétrole des Émirats arabes unis étaient estimées par l'Agence fédérale allemande pour les sciences de la terre et les matières premières (BGR) à 15,37 Gt (milliards de tonnes) fin 2022, soit 6,1 % des réserves mondiales, au 6e rang mondial, derrière le Vénézuela (18,7 %), l'Arabie saoudite (15,3 %), l'Iran (11,2 %), le Canada (10,2 %) et l'Irak (7,8 %). Elles représentaient 85 années de production au rythme de 2022 : 181,1 Mt. Elles ont augmenté de 22,6 % depuis 2010.. Les ressources supplémentaires, non encore prouvées, sont estimées à 4,16 Gt, dont 1,1 Gt de pétrole conventionnel et 3,06 Gt de pétrole de schiste.
Le principal gisement du pays est upper Zakum, souvent considéré comme le 4e gisement de pétrole conventionnel du monde après Ghawar, Burgan et Safaniyah. Ce gisement offshore a été découvert en 1965, sa production est toujours en croissance, elle devrait attendre un million de barils/jours en 2024.
La production de pétrole s'est élevée en 2023 à 176,1 Mt (millions de tonnes), en baisse de 2,8 % en 2023, mais en progression de 9 % par rapport à 2013, au 9e rang mondial avec 3,9 % de la production mondiale, derrière les États-Unis (18,3 %), la Russie (12,0 %), l'Arabie saoudite (11,8 %), le Canada (6,2 %), l'Iran (4,8 %), l'Irak (4,7 %), la Chine (4,6 %) et le Brésil (4,1 %).

### Gaz naturel
Les réserves prouvées de gaz naturel des EAU étaient estimées par l'Agence fédérale allemande pour les sciences de la terre et les matières premières (BGR) à 8 201 Gm3 (milliards de m³) fin 2022. Ces réserves classaient les EAU au 7e rang mondial avec 3,9 % du total mondial, derrière la Russie (22,7 %), l'Iran (16,1 %), le Qatar (11,3 %), les États-Unis (7,8 %), le Turkménistan (6,6 %) et l'Arabie saoudite (4,4 %). Elles ont été réévaluées en hausse de 36 % depuis 2010. Elles représentent 147 années de production au rythme de 2022 : 55,6 Gm3. Les ressources supplémentaires, non encore prouvées, sont estimées à 9 065 Gm3, au 14e rang mondial, dont 3 250 Gm3 de gaz conventionnel et 5 815 Gm3 de gaz de schiste.
La production de gaz naturel s'est élevée en 2023 à 55,6 Gm3 (milliards de m³), soit 2,00 EJ (exajoules), en hausse de 2,5 % en 2023 et de 4 % par rapport à 2013, au 15e rang mondial avec 1,4 % de la production mondiale, loin derrière les États-Unis (25,5 %), la Russie (14,4 %), l'Iran (6,2 %), la Chine (5,8 %), le Canada (4,7 %) et le Qatar (4,5 %).

## Secteur aval

### Raffinage
Il existe quatre raffineries dans le pays, pour une capacité totale de 1,1 million de barils par jour. La plus importante est celle de Ruwais, avec 817000 b/j à elle seule. Le pays doit néanmoins importer du fioul lourd et de l'essence.

### Exportations de pétrole

Le pays est largement exportateur

Le pays était en 2023 exportateur net de pétrole brut à hauteur de 165,4 Mt (millions de tonnes), au 5e rang mondial derrière l'Arabie saoudite (346,3 Mt), la Russie (233,1 Mt), l'Irak (184,2 Mt) et le Canada (182,2 Mt). Ses exportations étaient destinées au Japon (28,5 %), à la Chine (24,5 %), à l'Inde (7,7 %), à Singapour (6,5 %), à d'autres pays d'Asie (29,1 %) et à l'Europe (3,2 %). De plus, il a exporté 92,5 Mt de produits pétroliers, à destination des mêmes pays (Chine : 12,6 %, Inde : 11,7 %, Singapour : 5,7 %, Japon : 5,3 %, autres pays d'Asie : 25,5 %) ainsi que de l'Europe (9,7 %), de l'Afrique (17,6 %) et du Moyen-Orient (9,0 %). Il a importé 5,3 Mt de pétrole brut et 30,1 Mt de produits pétroliers.
Les pétroliers partaient historiquement des ports du golfe Persique, cependant, un nouvel oléoduc permet depuis 2012 d'envoyer l'essentiel des exportations du port de Fujaïrah situé sur le golfe d'Oman, ainsi les exportations de pétrole du pays sont beaucoup moins assujetties à la liberté de navigation dans le détroit d'Ormuz.

### Import/Export de gaz
Les émirats  exportent du gaz naturel liquéfié (GNL) via le terminal de liquéfaction situé sur l'île de Das. Ce port méthanier assez ancien (1977) a une capacité de 5,8 Mt par an (correspondant à 8 Gm3 de gaz). Le pays possède aussi deux terminaux flottants de regazéification, à Jebel Ali et Ruwais.
En 2023, les exportations de GNL se sont élevées à 7,7 Gm3, soit 1,4 % des exportations mondiales de GNL, dont 4,5 Gm3 à destination de l'Inde, 1,1 Gm3 du Japon et 1,0 Gm3 de la Chine. Les importations de GNL s'élèvent à 1,1 Gm3, en provenance du Qatar. Par ailleurs, Dubaï importe du gaz qatari par le gazoduc Dolphin : 18,0 Gm3 en 2023.

## Consommation intérieure d'énergie primaire
La consommation d'énergie primaire du pays atteignait 5,13 EJ en 2023, en hausse de 25,7 % en dix ans, soit 0,8 % du total mondial. Elle se répartissait en 91,8 % de combustibles fossiles (47 % de gaz naturel, 43 % de pétrole, 2 % de charbon), 5,7 % de nucléaire et 2,5 % d'énergies renouvelables. La consommation d'énergie primaire par habitant s'élevait à 539,4 GJ en 2023, en hausse de 15,7 % en dix ans, soit 7 fois la moyenne mondiale (77 GJ/hab), 95 % au-dessus des États-Unis (277,3 GJ/hab), 72 % au-dessus de l'Arabie saoudite (313,9 GJ/hab), mais 34 % au-dessous du Qatar (816,7 GJ/hab), le plus gros consommateur mondial.
La consommation d'énergie primaire des Émirats arabes unis en 2021 (3 593 PJ) était surtout constituée de gaz naturel (63,5 %), utilisé pour 53 % pour les centrales électriques et à 45 % pour l'industrie, et de pétrole (29,7 %), plus 3 % de charbon. La part du nucléaire atteignait 3,1 % et celle du solaire 0,7 %.
En 2023, les EAU ont consommé 2,20 EJ de pétrole, en progression de 32 % en dix ans, soit 1,1 % de la consommation mondiale de pétrole. Ils consomment 29 % de leur production de pétrole,. Leur consommation de gaz naturel s'élève à 66,9 Gm3, soit 2,41 EJ, en progression de 3,4 % en dix ans, soit 1,7 % de la consommation mondiale de gaz naturel, au 10e rang mondial. Leur production de gaz naturel couvre seulement 83 % de leur consommation.

## Consommation finale d'énergie
Après raffinage du pétrole, transformation en électricité d'une partie des hydrocarbures produits et transport jusqu'aux consommateurs, la consommation finale d'énergie du pays atteignait 2 458 PJ en 2021 ; elle se répartissait en 34 % de produits pétroliers, 42,7 % de gaz naturel, 3,4 % de charbon et 19,7 % d'électricité.

## Secteur électrique
En 2023, selon les estimations de l'Energy Institute, les Émirats ont produit 165,0 TWh d'électricité, en progression de 7,6 % en 2023 et de 50 % par rapport à 2013, soit 0,6 % de la production mondiale, à comparer avec l'Arabie saoudite (1,4 %) et l'Iran (1,3 %). La part des combustibles fossiles était de 72,1 % (gaz naturel) contre 81,9 % en 2022, celle du nucléaire de 19,6 % (13,1 % en 2022), celle des énergies renouvelables de 8,4 % (5,1 % en 2022). La part du solaire est estimée à 8,3 %, celle de l'éolien à 0,06 % et celle de la biomasse et des déchets à moins de 0,05 %.
La production d'électricité des Émirats était en 2021 de 149,05 TWh, en progression de 773 % par rapport à 1990. Cette électricité était produite à 89,1 % par des centrales thermiques à combustibles fossiles (86,4 % gaz naturel, 2 % charbon et 0,6 % fioul), à 6,8 % par la centrale nucléaire de Barakah et à 4,2 % par des centrales solaires (photovoltaïque : 4,0 % ; thermodynamique : 0,2 %).

### Nucléaire

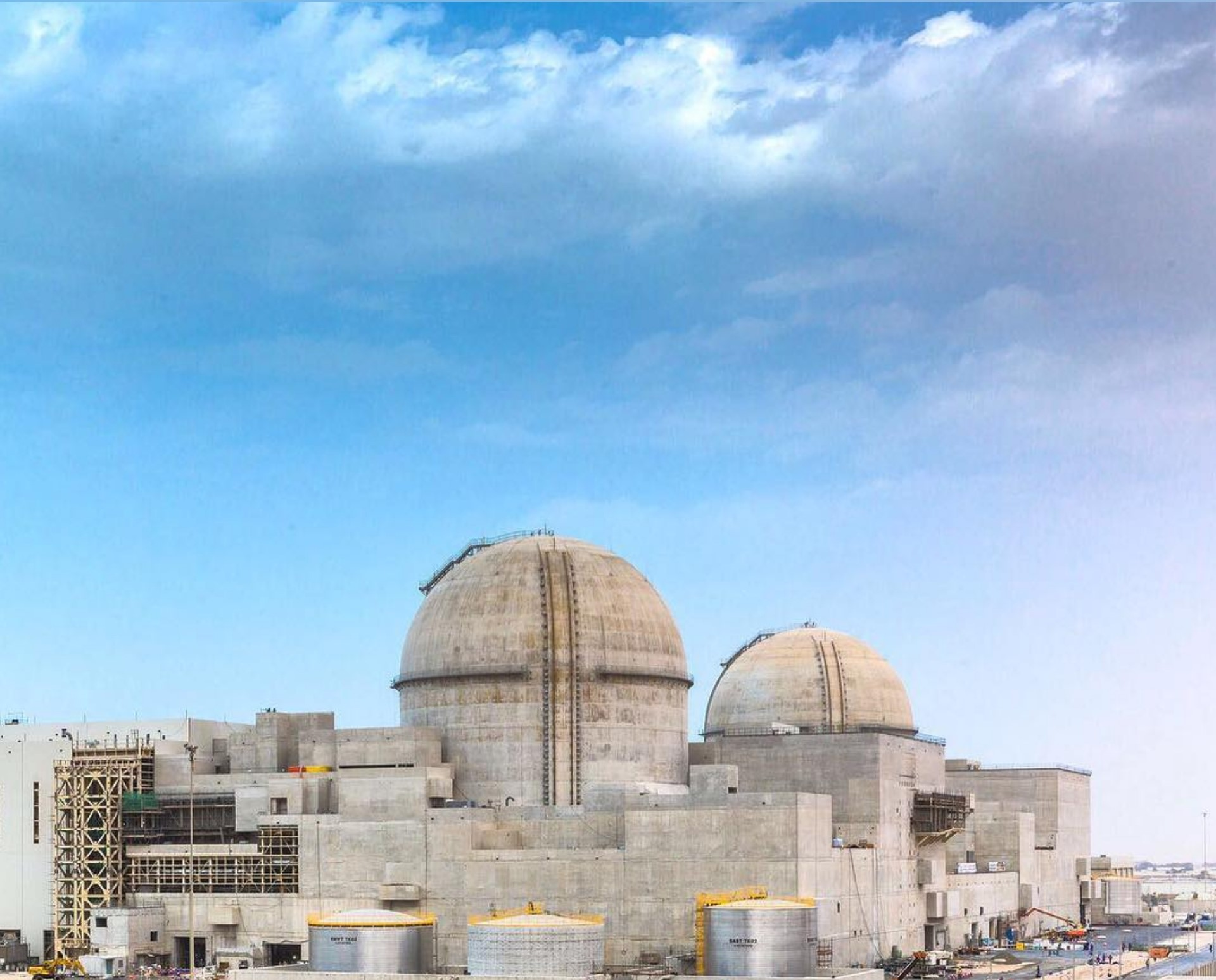
Centrale nucléaire de Barakah en construction en 2017.

En août 2024, les Émirats arabes unis comptent quatre réacteurs en fonctionnement, d'une puissance totale de 5 321 MW. La production nucléaire s'est élevée en 2023 à 33,1 TWh, soit 19,7 % de la production d'électricité du pays.
La construction de la centrale nucléaire de Barakah a été lancée en 2011 à l'ouest de Ruwais ; constituée de quatre réacteurs de 1 400 MW d'origine sud-coréenne, elle devait fournir un quart de l'électricité du pays en 2020 selon les prévisions de l'époque.
En décembre 2009, le coréen Kepco remporte l’appel d’offres concernant la construction de 4 réacteurs nucléaires.
En novembre 2018, le français EDF remporte un contrat relatif à l’exploitation et à la maintenance de la future centrale. 
En février 2020, l'Autorité fédérale de régulation nucléaire (FANR) a octroyé pour une durée de 60 ans, la licence d'exploitation du réacteur 1 de la centrale à l'entreprise Nawah, fondée en 2016, qui exploitera et entretiendra la centrale de Barakah. 
Le premier août 2020, Barakah-1, est le premier réacteur commercial du monde arabe à effectuer sa première criticité. Lorsque les quatre réacteurs seront pleinement opérationnels, la centrale produira 5,6 GW d'électricité, soit environ 25 % des besoins du pays, en évitant, chaque année, le rejet de plus de 21 millions de tonnes de CO2 qui auraient été produites en utilisant des combustibles fossiles,,.
Le 6 avril 2021, le réacteur Barakah-1 a effectué sa mise en service commerciale.
Barakah-2 effectue sa première criticité le 27 août 2021, est connecté au réseau pour la première fois le 14 septembre 2021 et entre en service commercial le 24 mars 2022.
Barakah-3 effectue sa première criticité le 22 septembre 2022, est connecté au réseau pour la première fois le 8 octobre 2022 et entre en service commercial le 24 février 2023.
Barakah-3 effectue sa première criticité le 1er mars 2024 et est connecté au réseau pour la première fois le 23 mars 2024.

### Solaire

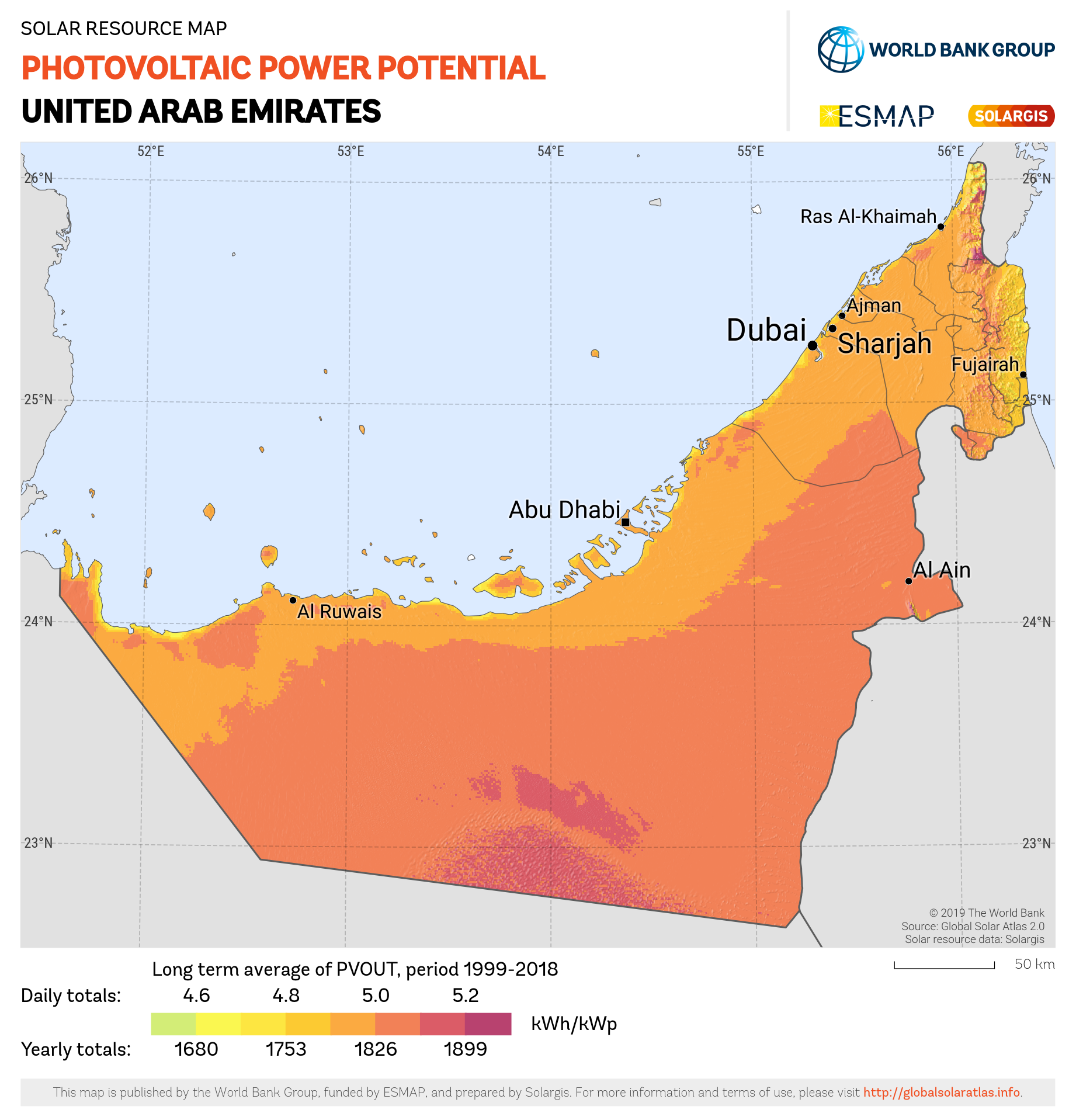
Carte du potentiel photovoltaïque aux Émirats arabes unis.
Source : GlobalSolarAtlas, Banque mondiale, 2021.

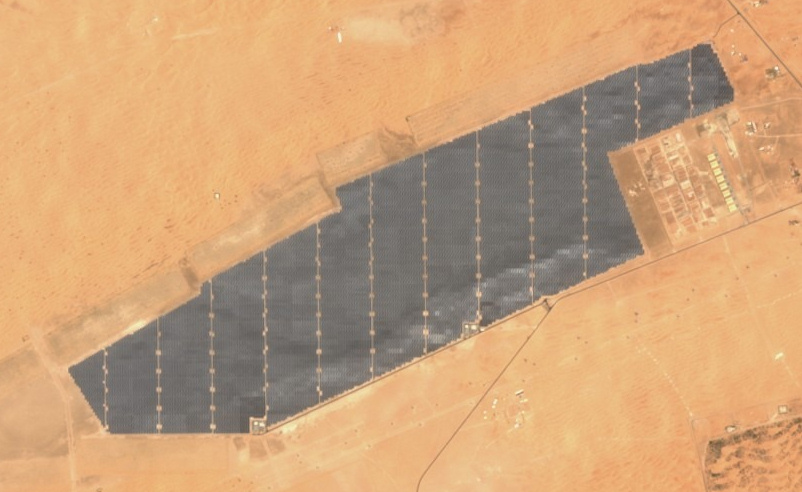
Image satellite de Noor Abu Dhabi, Copernicus Sentinel-2, Agence spatiale européenne, 2020.

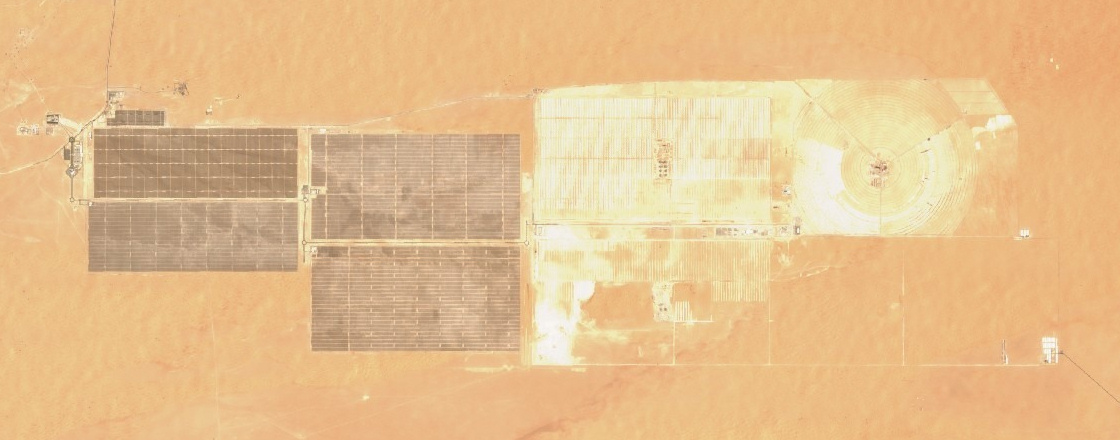
Image satellite de la centrale solaire Mohammed ben Rashid Al-Maktoum, Copernicus Sentinel-2, Agence spatiale européenne, 2020.

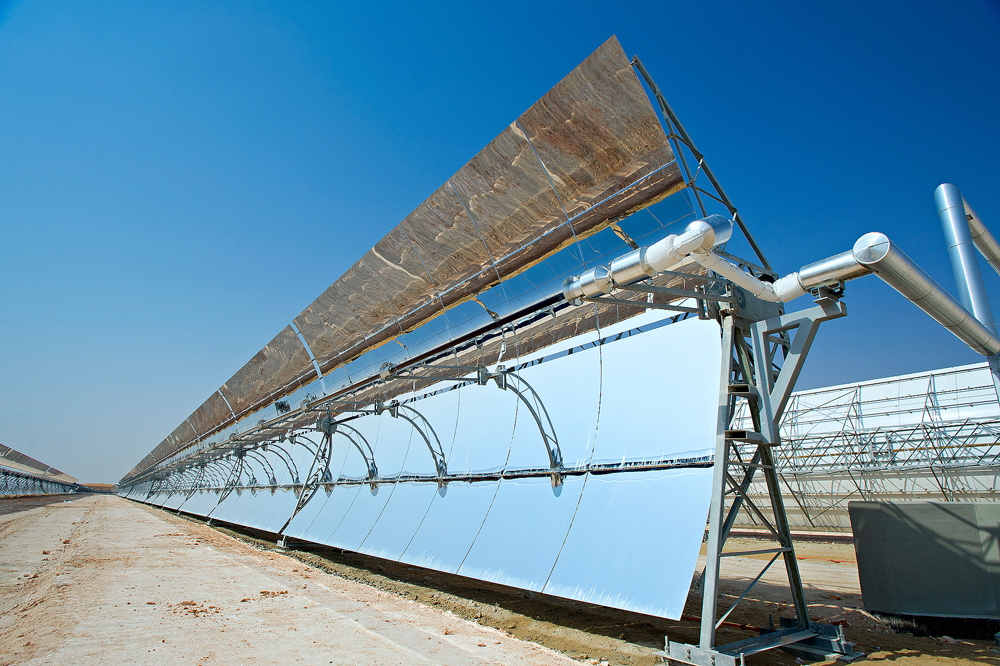
Miroir cylindro-parabolique à la Centrale solaire Shams, Masdar, 2012.

Le pays a mis en place un programme de plusieurs milliards de dollars pour développer les énergies renouvelables, avec pour objectif de produire 50 % de son énergie à partir de sources propres d'ici 2050.
| Année                                                               | PV*   | CSP* | Total  | Part prod.élec. | Accroissement |
| 2012                                                                | 19    | -    | 19     | 0,02 %          |               |
| 2013                                                                | 22    | 54   | 76     | 0,07 %          | +300 %        |
| 2014                                                                | 48    | 243  | 291    | 0,2 %           | +283 %        |
| 2015                                                                | 49    | 243  | 292    | 0,2 %           | +0,3 %        |
| 2016                                                                | 48    | 261  | 309    | 0,2 %           | +6 %          |
| 2017                                                                | 487   | 257  | 744    | 0,6 %           | +141 %        |
| 2018                                                                | 965   | 233  | 1 198  | 0,9 %           | +61 %         |
| 2019                                                                | 3 425 | 229  | 3 654  | 2,6 %           | +205 %        |
| 2020                                                                | 4 932 | 251  | 5 183  | 3,8 %           | +42 %         |
| 2021                                                                | 5 982 | 270  | 6 252  | 4,2 %           | +21 %         |
| 2022                                                                |       |      | 7 700  | 5,1 %           | +23 %         |
| 2023                                                                |       |      | 13 700 | 8,3 %           | +78 %         |
| * PV=photovoltaïque ; CSP=solaire à concentration (thermodynamique) |       |      |        |                 |               |

En juillet 2019, la plus grande centrale solaire photovoltaïque du monde, Noor Abu Dhabi (1 177 MWc) a été mise en service dans l'émirat d'Abu Dhabi ; le prix contractuel de vente de sa production est le plus compétitif au monde : 24,2 $/MWh.
En 2019, les Émirats arabes unis ont mis en service 2 GWc de projets photovoltaïques sélectionnés lors d'appels d'offres des années précédentes.
Le 27 juillet 2020, EDF Renouvelables et de Jinko Power annoncent avoir remporté, avec leurs partenaires émiratis TAQA et Masdar, l'appel d'offres lancé en 2019 par Emirates Water and Electricity Company, pour la construction à 35 kilomètres d'Abu Dhabi d'une centrale solaire présentée comme « la plus puissante au monde » avec 2 000 MWc. Le coût moyen de production d'électricité record de 13,5 $/MWh (11,6 €) offert sur 30 ans est inférieur de moitié au coût actualisé de l'énergie (LCOE) moyen des projets photovoltaïques les moins coûteux financés au cours des six mois précédents selon BloombergNEF. Cette centrale d'Al Dhafra est construite à 90 % fin janvier 2023 et a commencé à produire en novembre 2022 ; ses 4 millions de panneaux photovoltaïques sont bifaces et utilisent donc la lumière réfléchie par le sol.
En 2017, 260 MWc ont été installés.
La centrale solaire thermodynamique à miroirs cylindro-paraboliques Shams 1 (100 MW), mise en service le 17 mars 2013, appartient à Masdar (80 %) et Total (20 %).
Le projet de centrale solaire hybride Noor Energy 1 / DEWA IV, construit de 2018 à 2022 près de Dubai par ACWA et Shanghai Electric, combine une centrale solaire thermodynamique à tour de 100 MW dotée d'un stockage à sels fondus de 15 heures, une centrale solaire thermodynamique à miroirs cylindro-paraboliques de 600 MW dotée d'un stockage à sels fondus de 11 heures et une centrale solaire photovoltaïque de 250 MWc ; les mises en service étaient initialement prévues en 2021 pour le centrale à tour et en 2022 pour la centrale à miroirs cylindro-paraboliques.

## COP28
Les Émirats arabes unis sont chargés de l'organisation de la COP28 à Dubai en décembre 2023. Sultan Al Jaber, le ministre de l'Industrie des Émirats arabes unis, également patron d'Abu Dhabi National Oil Company (Adnoc), la compagnie pétrolière nationale émiratie, été nommé président de la COP28. Il est également à la tête de Masdar, entreprise spécialisée dans les énergies renouvelables, issue du fonds souverain d'Abu Dhabi, Mubadala.

## Impact environnemental
L'Energy Institute estime les émissions de CO2 liées à l'énergie aux Émirats arabes unis en 2023 à 287,2 Mt, en progression de 16 % en dix ans, soit 0,8 % des émissions mondiales ; en comparaison, la part de l'Arabie saoudite est de 1,8 % et celle de l'Iran de 1,9 %. Les émissions totales de gaz à effet de serre (y compris torchage, fuites de méthane et émissions de process) sont estimées à 340,8 Mt d'équivalent CO2, soit 0,8 % du total mondial.
L'Agence internationale de l'énergie donne des estimations plus basses : 216 Mt d'équivalent CO2 en 2021, dont 181,9 Mt de CO2 émis par combustion. Elle estime les émissions de CO2 liées à l'énergie par habitant à 19,29 t en 2021, soit 4,5 fois la moyenne mondiale : 4,26 Mt/hab et 3,3 fois la moyenne de l'Union européenne, supérieures de 39 % à celles de l'Arabie saoudite et de 40 % à celles des États-Unis : 13,76 Mt/hab, mais inférieures de 39 % à celles du Qatar.
Le 8 octobre 2021, les Émirats arabes unis annoncent viser la neutralité carbone d'ici à 2050.